# Akash Bashir
Akash Bashir (Risalpur, 22 de junio de 1994 - Lahore, 15 de marzo de 2015) fue un joven estudiante salesiano y guardia de seguridad paquistaní, que el 15 de marzo de 2015 evitó un ataque suicida de un grupo de talibanes contra la Iglesia católica de San Juan en Youhanabad, muriendo en el hecho.
El 31 de enero de 2022 fue nombrado Siervo de Dios por el Papa Francisco. Akash es el segundo siervo de Dios pakistaní.

## Vida
Akash Bashir, estudió en el Instituto Técnico Don Bosco, parte de la red de escuelas salesianas en Youhanabad, el barrio cristiano de la ciudad de Lahore, Pakistán. En diciembre de 2014 se unió al equipo de seguridad encargado de proteger a la Iglesia de San Juan en Lahore, en el barrio predominantemente cristiano de Youhanabad.

## El atentado suicida
El domingo 15 de marzo de 2015, hubo dos Ataques terroristas en Lahore 2015. Fue atacada con una bomba la Iglesia anglicana de Iglesia de Cristo, situada a 500 metros de la iglesia católica a la cual asistía. En el atentado fallecieron 17 personas y unas 70 resultaron heridas. Akash estaba de guardia en la Iglesia en el servicio de la misa dominical en un templo con cientos de feligreses y se enteró, del acto terrorista por lo que estuvo más atento. Un poco después de enterarse de la noticia, vio a un sospechoso queriendo ingresar al templo ya que había burlado un primer filtro de seguridad. Traía un chaleco bomba puesto y dispuesto a entrar a la celebración de la misa, al cual intentó bloquear e inmediatamente el atacante, amenazó con detonar la bomba que traía consigo, sin embargo, Bashir no se dejó intimidar, y trató de evitar a toda costa que entrara en la iglesia y cometiera el atentado.
Akash, al percatarse de la situación, le dijo al atacante: “No vas a entrar. Moriré si es necesario, pero no vas a entrar a la iglesia”, dijo el joven salesiano por lo que el suicida tomó la decisión de detonar su chaleco bomba ahí mismo, matando así a Bashir y a otras dos personas. Los salesianos agradecidos mencionaron que “salvó de la muerte a más de 100 personas, por lo que los cristianos de Youhanabad, para la Iglesia Católica en Pakistán y para toda la Familia Salesiana, Akash, con su gran fe, es precisamente un faro, un ejemplo a seguir”. “Muchos feligreses, en reconocimiento a su heroico acto, acuden a su tumba para orar y pedir intercesión, pues ahora lo veneran como mártir de su religión. Su valiente acto inspira a los católicos pakistaníes hoy en su camino diario y los motiva a no desanimarse ante los muchos desafíos y persecuciones que aún deben enfrentar. El brillante ejemplo de Akash Bashir, exalumno salesiano, sigue difundiéndose por el mundo. Encarnó la palabra de Jesús: ‘Nadie tiene un amor más grande que esto: dar la vida por sus amigos’”.
El padre de Akash declaró: “Yo conocía el servicio que estaba haciendo mi hijo. Él dio su vida para salvar a cientos de personas que estaban en la misa aquella mañana”. “algunos me preguntaron: ¿has perdonado a los que mataron a tu hijo? Y les digo: “El Papa Francisco nos llamó a vivir un año de misericordia. Por esto y por amor a Jesús, hemos perdonado a todos los que nos persiguen y están en contra de nosotros, para que ellos encuentren el camino recto de Dios.” “Cristo dijo: Ustedes no me eligieron a mí. Yo los he elegido a ustedes.” Después de los atentados se produjo el linchamiento de dos hombres identificados como los presuntos autores, que murieron a manos de la multitud que protestaba tras los ataques a las iglesias. Varios cristianos fueron detenidos y puestos en libertad al cabo de unos años. 
El grupo terrorista Tehreek-e-Talibán Pakistán Jamaatul Ahrar (TTP-JA) se atribuyó posteriormente la responsabilidad de los ataques.

## Causa de beatificación
El 31 de enero de 2022, la Arquidiócesis de Lahore inició el proceso de beatificación de Akash Bashir. El Papa Francisco declaró a Bashir Siervo de Dios. Es el segundo Siervo de Dios nativo de Pakistán en la historia de la Iglesia católica en Pakistán.
Un segundo personaje pakistaní es considerado también para su beatificación y es el político católico, conocido internacionalmente por el cargo público que ocupaba el ministerio federal para las minorías, embajador de la armonía interreligiosa y los derechos humanos, y mártir Clement Shahbaz Bhatti, quien fue asesinado a sus 42 años, el 2 de marzo de 2011 en Islamabad por un comando terrorista, que pretendía poner fin a su compromiso con el Evangelio en favor de los pobres, los marginados y los más vulnerables. Bhatti quien es "símbolo de la lucha por los derechos de los oprimidos en Pakistán” está incluido en los estudios de los mártires y testigos de la fe en ese país.